# Бялково (Куявсько-Поморське воєводство)
Бялково (пол. Białkowo, нім. Krähensand) — село в Польщі, у гміні Ґолюб-Добжинь Ґолюбсько-Добжинського повіту Куявсько-Поморського воєводства.
Населення — 486 осіб (2011).
У 1975-1998 роках село належало до Торунського воєводства.

## Демографія
Демографічна структура станом на 31 березня 2011 року:
|          | Загалом | Допрацездатний вік | Працездатний вік | Постпрацездатний вік |
| -------- | ------- | ------------------ | ---------------- | -------------------- |
| Чоловіки | 240     | 58                 | 170              | 12                   |
| Жінки    | 246     | 54                 | 157              | 35                   |
| Разом    | 486     | 112                | 327              | 47                   |